# Demonax venosulus
Demonax venosulus är en skalbaggsart som beskrevs av Holzschuh 2006. Demonax venosulus ingår i släktet Demonax och familjen långhorningar. Inga underarter finns listade i Catalogue of Life.